# Benkovski Nunatak
Benkovski Nunatak är en bergstopp i Antarktis. Den ligger i Sydshetlandsöarna. Argentina, Chile och Storbritannien gör anspråk på området. Toppen på Benkovski Nunatak är 450 meter över havet.
Terrängen runt Benkovski Nunatak är huvudsakligen kuperad, men söderut är den platt. Havet är nära Benkovski Nunatak åt nordost. Trakten är glest befolkad. Närmaste befolkade plats är Maldonado Station, 10,2 kilometer nordväst om Benkovski Nunatak. 